# Wilde Salome
Wilde Salome é um documentário norte-americano de 2011, escrito, dirigido e estrelado por Al Pacino, do gênero drama, a produção explora o registro de leitura da peça Salomé com documentário sobre a filmagem, Oscar Wilde e o próprio Al Pacino. O filme teve sua premiére mundial na 68ª edição do Festival de Cinema de Veneza. No festival, Pacino foi homenageado com o Glory to the Filmmaker! Award e o filme venceu o Queer Lion Award.
A estréia de Wilde Salomé nos Estados Unidos se deu em 21 de março de 2012 no Castro Theatre em Castro (São Francisco). Marcando o aniversário de 130 anos da visita de Oscar Wilde à São Francisco, a estréia teve como objetivo arrecadar fundos para o GLBT Historical Society, com 1.000 ingressos reservados para a venda ao público.

## Sinopse
Documentário e ficção se misturam nos bastidores de uma montagem da peça "Salomé", de Oscar Wilde.

## Elenco
- Al Pacino (ele mesmo) / (Herodes Antipas)
- Jessica Chastain (Salomé)
- Kevin Anderson (ele mesmo) / (João Batista)
- Estelle Parsons
- Roxanne Hart (Herodíade)
- Barry Navidi (ele mesmo)
- Joe Roseto (jovem sírio) / (Narraboth) / (capitão da guarda) / (ele mesmo)
- Jack Stehlin (nazareno) / (líder judeu) / (ele mesmo)
- Osman Soykut (Oscar Oden) (Herodes Antipas) / (sequência do deserto)